# Looking
Looking è una serie televisiva statunitense ideata da Michael Lannan, trasmessa sul canale HBO dal 19 gennaio 2014 al 22 marzo 2015. Un film TV conclusivo dal titolo Looking - Il film è andato in onda il 23 luglio 2016.
In Italia, la serie è stata trasmessa in prima visione assoluta sul canale satellitare Sky Atlantic dal 6 novembre 2014 al 7 luglio 2015. Il film TV è andato in onda in prima visione assoluta sul canale satellitare Sky Atlantic il 3 agosto 2016.

## Trama
Patrick Murray, un video game designer di 29 anni, vive nella moderna San Francisco con i suoi amici che, come lui, sono gay: l'aspirante ristoratore Dom e l'assistente di un artista locale Agustín. Patrick ha la tendenza ad essere ingenuo ed è stato generalmente sfortunato in amore, ma le cose cambiano nella sua vita dopo l'incontro con l'umile barbiere messicano Richie e l'arrivo del suo nuovo capo, l'attraente, ma fidanzato Kevin. Dom persegue il suo obiettivo di aprire il proprio ristorante con il sostegno della sua coinquilina Doris e con l'aiuto inaspettato di Lynn, ricco imprenditore di successo. Agustín si ritrova in ostilità con la convivenza con il suo fidanzato di lunga durata Frank e con la sua indecollabile carriera come artista, pertanto si ritrova spesso ad essere propenso all'uso di sostanze ricreative. Tutti e tre si ritrovano a dover fronteggiare i vari complessi della loro vita (relazioni, amicizie e carriere lavorative) all'interno della città in cui vivono da parecchio tempo.

## Episodi
| Stagione         | Episodi | Prima TV originale | Prima TV Italia |
| ---------------- | ------- | ------------------ | --------------- |
| Prima stagione   | 8       | 2014               | 2014            |
| Seconda stagione | 10      | 2015               | 2015            |
| Film TV          | Film TV | 2016               | 2016            |

## Personaggi e interpreti

### Principali
- Patrick Murray (stagioni 1-2 e film TV), interpretato da Jonathan Groff, doppiato da Marco Vivio.
È un ragazzo di 29 anni con una brillante carriera come sviluppatore di videogiochi.
- Agustín Lanuez (stagioni 1-2 e film TV), interpretato da Frankie J. Alvarez, doppiato da Daniele Giuliani.
Aspirante artista e migliore amico di Patrick. Ha una relazione con Frank.
- Dom Basaluzzo (stagioni 1-2 e film TV), interpretato da Murray Bartlett, doppiato da Gianfranco Miranda.
Sommelier, vicino ai quarant'anni, che sogna l'amore vero e un futuro professionale migliore.
- Kevin Matheson (ricorrente stagione 1; stagione 2 e film TV), interpretato da Russell Tovey, doppiato da Stefano Crescentini.
È un genio dei videogiochi che lavora a stretto contatto con Patrick.
- Ricardo "Richie" Donado Ventura (ricorrente stagione 1; stagione 2 e film TV), interpretato da Raúl Castillo, doppiato da Raffaele Proietti.
Barbiere e interesse romantico di Patrick.
- Doris (ricorrente stagione 1; stagione 2 e film TV), interpretata da Lauren Weedman, doppiata da Alessandra Cassioli.
È la coinquilina e migliore amica di Dom, con cui ha avuto una relazione ai tempi del liceo.

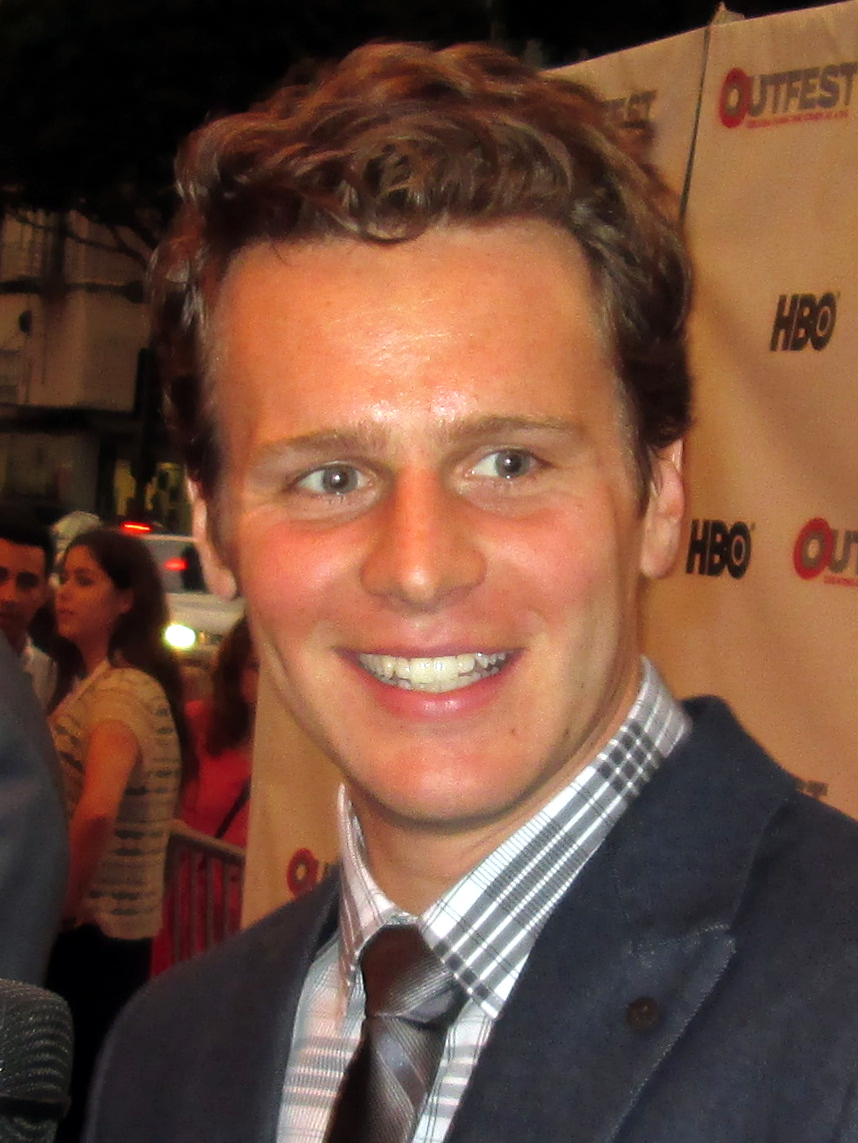
Jonathan Groff interpreta Patrick Murray.
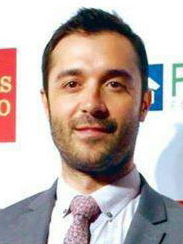
Frankie J. Alvarez interpreta Agustín Lanuez.
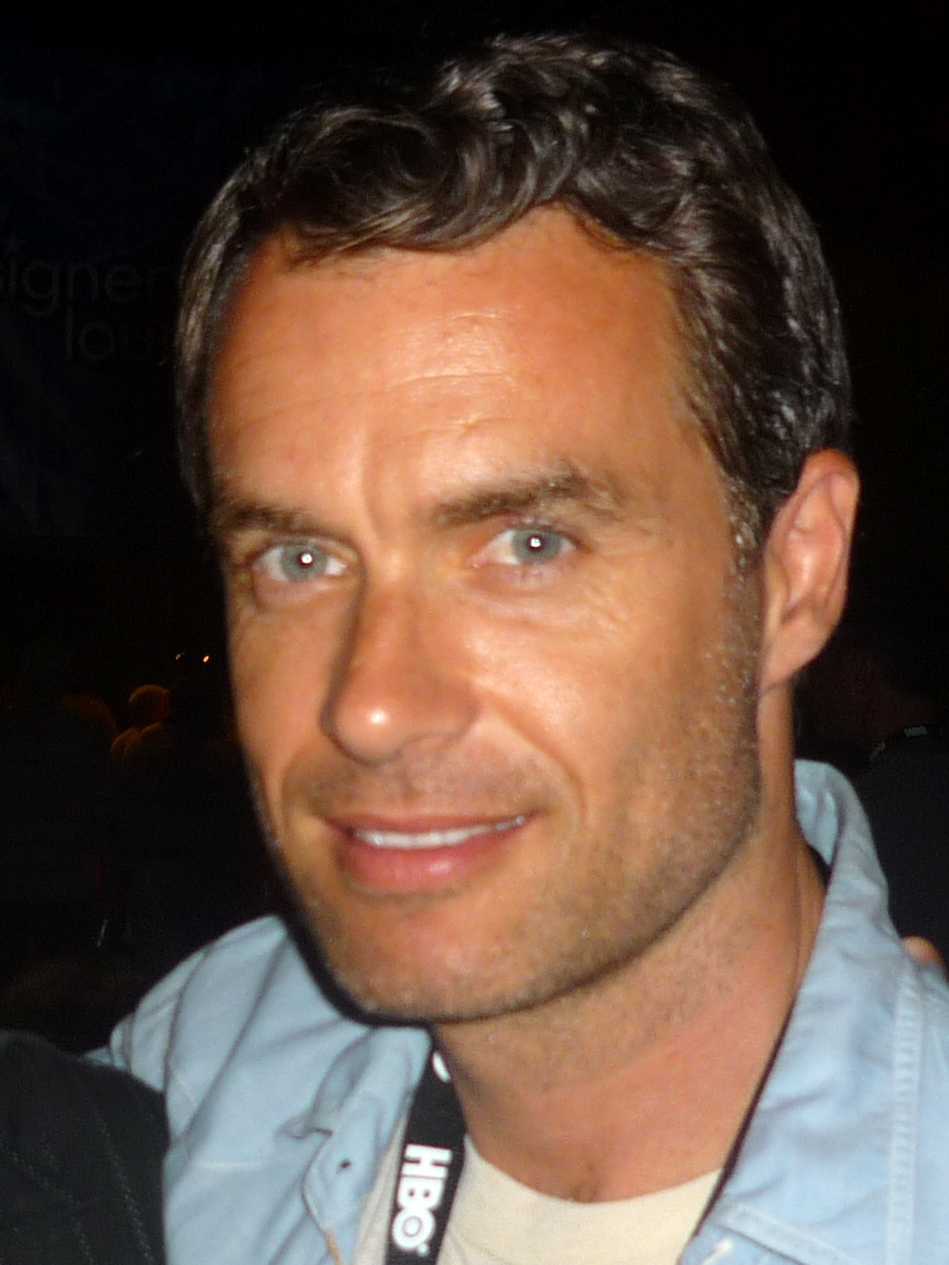
Murray Bartlett interpreta Dom Basaluzzo.
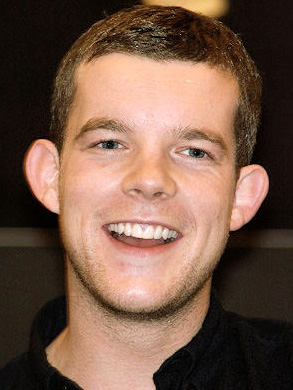
Russell Tovey interpreta Kevin Matheson.
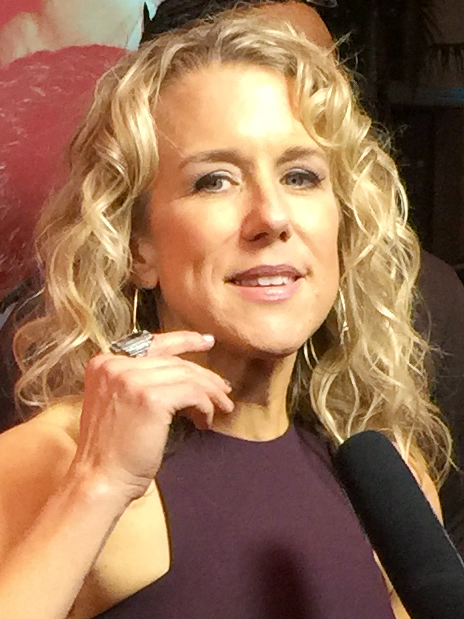
Lauren Weedman interpreta Doris.

### Ricorrenti
- Lynn (stagione 1-2), interpretato da Scott Bakula, doppiato da Roberto Draghetti.
Imprenditore e figura di spicco della comunità gay di San Francisco.
- Frank (stagione 1-2 e film TV), interpretato da O. T. Fagbenle, doppiato da Roberto Gammino.
È il fidanzato di Agustín.
- Owen (stagione 1-2), interpretato da Andrew Law.
È un collega di Patrick.
- Eddie (stagione 2 e film TV), interpretato da Daniel Franzese, doppiato da Simone Crisari.
- Brady (stagione 2 e film TV), interpretato da Chris Perfetti, doppiato da Emiliano Coltorti.
Fidanzato di Richie.
- Malik (stagione 2 e film TV), interpretato da Bashir Salahuddin, doppiato da Simone Mori.
Fidanzato di Doris.

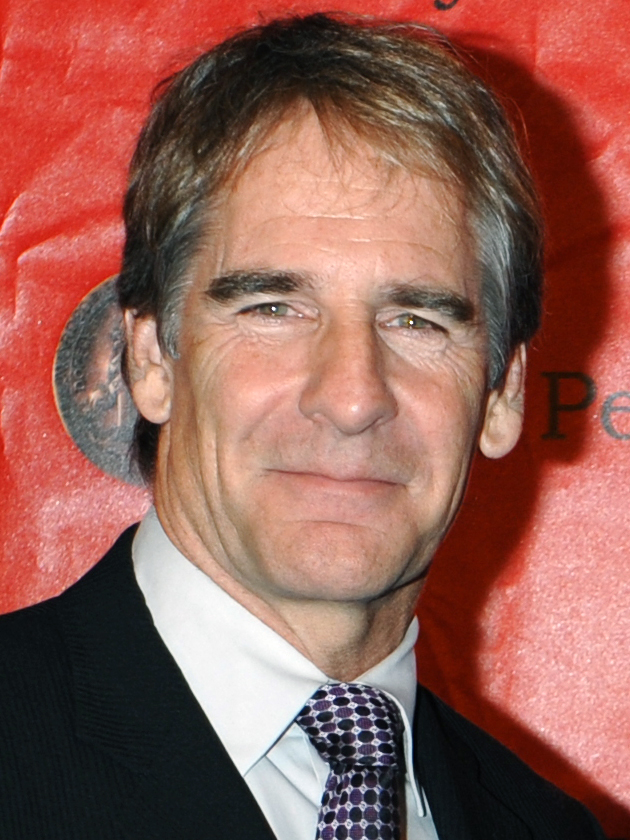
Scott Bakula interpreta Lynn
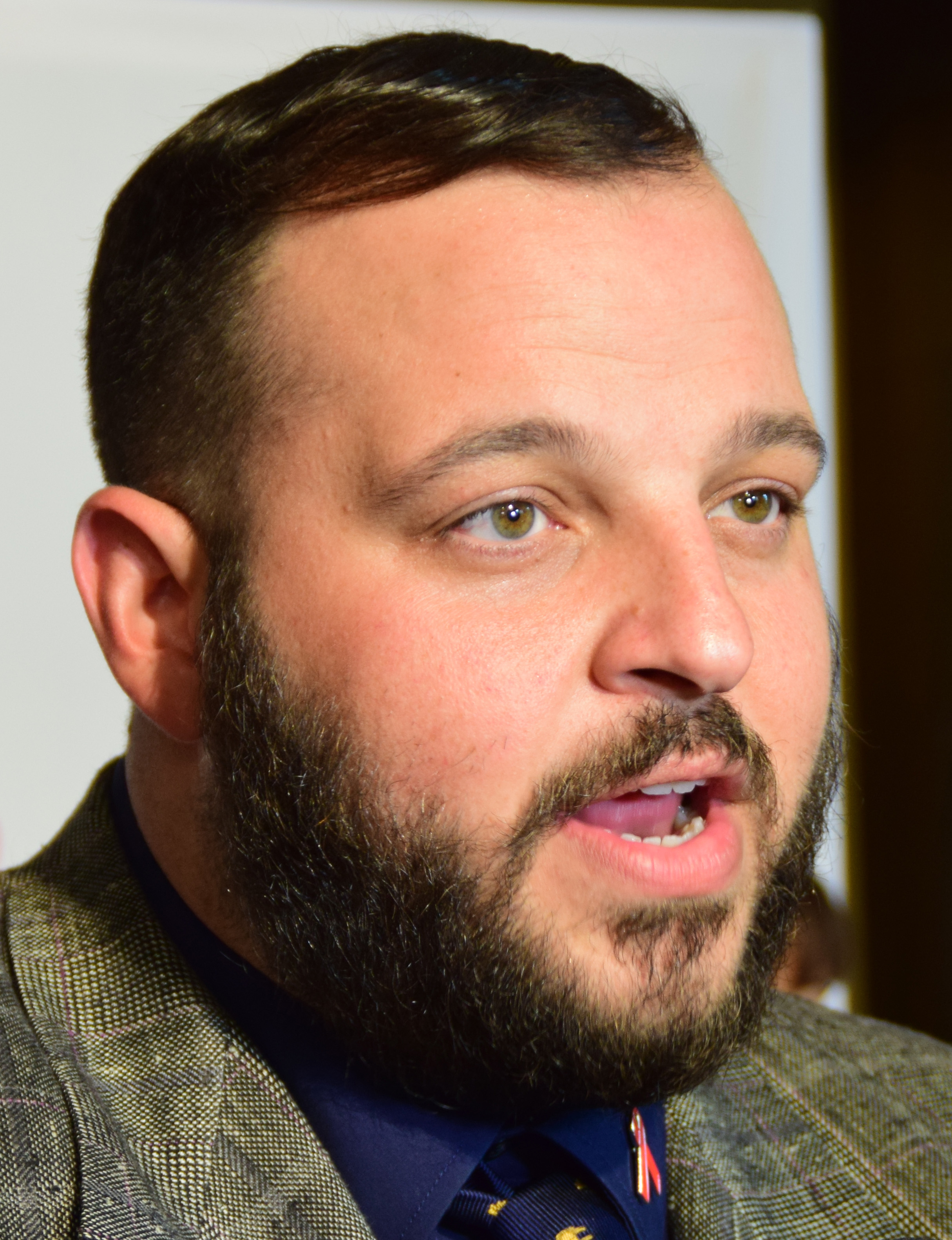
Daniel Franzese interpreta Eddie

## Produzione
Il 14 maggio 2013 HBO ha ordinato un'intera stagione di Looking composta di otto episodi. L'episodio pilota è stato diretto da Andrew Haigh e scritto da Michael Lannan, basandosi sul cortometraggio Lorimer, diretto da Lannan nel 2011. Le riprese sono iniziate nell'area di San Francisco dal 16 settembre 2013.
Il 26 febbraio 2014, HBO annuncia il rinnovo della serie per una seconda stagione che andrà in onda nel 2015. Russell Tovey, Lauren Weedman e Raúl Castillo vengono promossi a series regular.
Il 25 marzo 2015, HBO cancella la serie ma ordina uno speciale film TV per dare un finale alla serie. Non appena è stata divulgata la notizia ufficiale della cancellazione del programma, è partita una sorta di petizione svolta online col fine di far cambiare ai produttori idea.

## Film TV
Looking: The Movie, che è stato annunciato poco dopo la fine della seconda stagione del programma, vede il ritorno nel cast tutti i protagonisti della serie e anche dei personaggi ricorrenti che nel corso delle due stagioni che lo antecedettero svolsero ruoli marginali. Il film venne presentato in anteprima il 26 giugno 2016 al Frameline Film Festival per poi essere trasmesso in anteprima mondiale da HBO negli Stati Uniti giorno 23 luglio 2016. Le riprese dovevano originariamente iniziare intorno al mese di settembre 2015, ma poi la data è stata spostata al mese di novembre dello stesso anno, concludendosi nell'arco di circa 20 giorni.

## Accoglienza
Looking ha ricevuto recensioni generalmente positive da parte della critica. Il noto sito di recensioni Rotten Tomatoes riporta che l'89% dei critici ha dato alla prima stagione una recensione positiva basata su 37 opinioni, con un voto medio di 7.6/10. Il consenso del sito afferma:
Sul sito di aggregazioni critiche Metacritic, la prima stagione ottiene una media del 73% basata su 27 recensioni, indicando commenti generalmente favorevoli. La seconda stagione ha ricevuto un punteggio complessivo del 77% su Metacritic e 88% su Rotten Tomatoes. Da quando la serie è stata annunciata è stata definita sia dalla comunità LGBT che dai primi critici come la versione gay di Girls e Sex & the City. Dopo aver visto l'episodio pilota, i critici rapidamente hanno respinto questi commenti dicendo che «le differenze tra le due serie vanno oltre la superficie» e uno dei protagonisti dello show, Jonathan Groff, ha continuato a dire che «essere paragonato a quei programmi è eccitante [...] ma il tono, la scrittura e lo stile dello show è molto diverso. E la gente lo noterà quando lo vedrà.» Keith Uhlich, scrivendo per la BBC, ha rilevato che «Looking è uno delle più rivoluzionarie raffigurazioni della vita gay in TV. E questo è perché la rende totalmente ordinaria.»

### Riconoscimenti
| Anno | Cerimonia                                | Categoria                                                        | Nominato (i)                                                                | Esito           |
| ---- | ---------------------------------------- | ---------------------------------------------------------------- | --------------------------------------------------------------------------- | --------------- |
| 2014 | Critics' Choice Television Awards 2014   | Miglior guest star in una serie commedia                         | Lauren Weedman                                                              | Candidato/a     |
| 2014 | NALIP Awards                             | Lupe Award per la performance più innovativa                     | Raúl Castillo                                                               | Vincitore/trice |
| 2014 | Imagen Awards                            | Miglior attore                                                   | Raúl Castillo                                                               | Candidato/a     |
| 2014 | Imagen Awards                            | Miglior attore di supporto                                       | Frankie J. Alvarez                                                          | Candidato/a     |
| 2014 | Gold Derby TV Awards                     | Miglior attore in una commedia                                   | Jonathan Groff                                                              | Candidato/a     |
| 2014 | EWwy Awards                              | Miglior attore in una commedia                                   | Jonathan Groff                                                              | Candidato/a     |
| 2014 | OUT100                                   | Programma dell'anno                                              | Jonathan Groff Murray Bartlett Russell Tovey                                | Vincitore/trice |
| 2014 | Attitude Awards                          | Programma dell'anno                                              | Looking                                                                     | Vincitore/trice |
| 2014 | NewNowNext Awards                        | Miglior nuova serie TV                                           | Looking                                                                     | Vincitore/trice |
| 2014 | NewNowNext Awards                        | Miglior attore in una nuova serie TV                             | Jonathan Groff                                                              | Vincitore/trice |
| 2015 | Dorian Awards                            | Programma LGBTQ dell'anno                                        | Looking                                                                     | Candidato/a     |
| 2015 | Dorian Awards                            | Unsung TV Show of the Year                                       | Looking                                                                     | Candidato/a     |
| 2015 | Dorian Awards                            | TV Director of the Year                                          | Andrew Haigh                                                                | Candidato/a     |
| 2015 | Artios Awards                            | Outstanding Achievement in Casting for a Television Pilot Comedy | Carmen Cuba Nina Henninger Bernard Telsey Wittney Horton Abbie Brady-Dalton | Candidato/a     |
| 2015 | GLAAD Media Awards                       | Outstanding Comedy Series                                        | Looking                                                                     | Candidato/a     |
| 2015 | Screen Nation Film and Television Awards | Male Performance in TV                                           | O. T. Fagbenle                                                              | Candidato/a     |
| 2015 | NAMIC Vision Awards                      | Best Performance - Comedy                                        | Raúl Castillo                                                               | Vincitore/trice |
| 2015 | NAMIC Vision Awards                      | Best Performance - Comedy                                        | Frankie J. Alvarez                                                          | Candidato/a     |
| 2015 | Imagen Awards                            | Best Primetime Television Program - Drama                        | Looking                                                                     | Candidato/a     |
| 2015 | Imagen Awards                            | Best Supporting Actor                                            | Raúl Castillo                                                               | Candidato/a     |
| 2015 | Gold Derby TV Awards                     | Best Comedy Actor                                                | Jonathan Groff                                                              | Candidato/a     |
| 2015 | EWwy Awards                              | Best Supporting Actress in a Comedy Series                       | Lauren Weedman                                                              | Candidato/a     |
| 2016 | Dorian Awards                            | LGBTQ TV Show of the Year                                        | Looking                                                                     | Candidato/a     |
| 2016 | Dorian Awards                            | Unsung TV Show of the Year                                       | Looking                                                                     | Vincitore/trice |
| 2016 | Dorian Awards                            | Wilde Artist of the Year                                         | Andrew Haigh                                                                | Candidato/a     |
| 2016 | GLAAD Media Awards                       | Outstanding Comedy Series                                        | Looking                                                                     | Candidato/a     |